# Neoklasicismus (literatura)
Neoklasicismus (též novoklasicismus) v literatuře byl v českém prostředí nevyhraněný umělecký směr z počátku 20. století. V jiných jazykových oblastech může být vnímán odlišně.

## Pojem neoklasicismus v evropské literatuře
Neoklasicismus v literatuře nemá přesnou definici a v různých evropských kulturách je vykládán různě. V německé literatuře se jedná o směr z období po roce 1900, záměrně se odvracející od moderny. Představitelem byla pozdní díla Gerharta Hauptmanna (1862–1946). Ve Francii se jako neoklasicismus (francouzsky néo-classicisme) označuje umělecký směr po roce 1750, odmítající rokoko. V anglické literatuře (angl. neoclassicism) se jím rozumí směr první poloviny 18. století, končící rokem 1740 (např. Jonathan Swift a Alexander Pope).
V Čechách se, obdobně jako v Německu, tento termín vztahuje především k prvnímu dvacetiletí 20. století.

## Ottův slovník naučný
Ottův slovník naučný nové doby definoval novoklasicismus v literatuře jako „…hromadný název několika literárních hnutí v XIX. a XX. století, která usilují o obnovu literárních a kulturních hodnot doby klasické … pravidelně s hrotem proti romantice…“. Do Čech pronikal podle Slovníku novoklasicismus především pod německým vlivem okolo roku 1912 a „…znamenal u nás překonávání dekorativnosti novoromantické a dekadentní, ale v době válečné se vyžil.“ Jako představitele uvedl z českých spisovatelů Karla a Josefa Čapka, Františka Langera a Františka Khola.

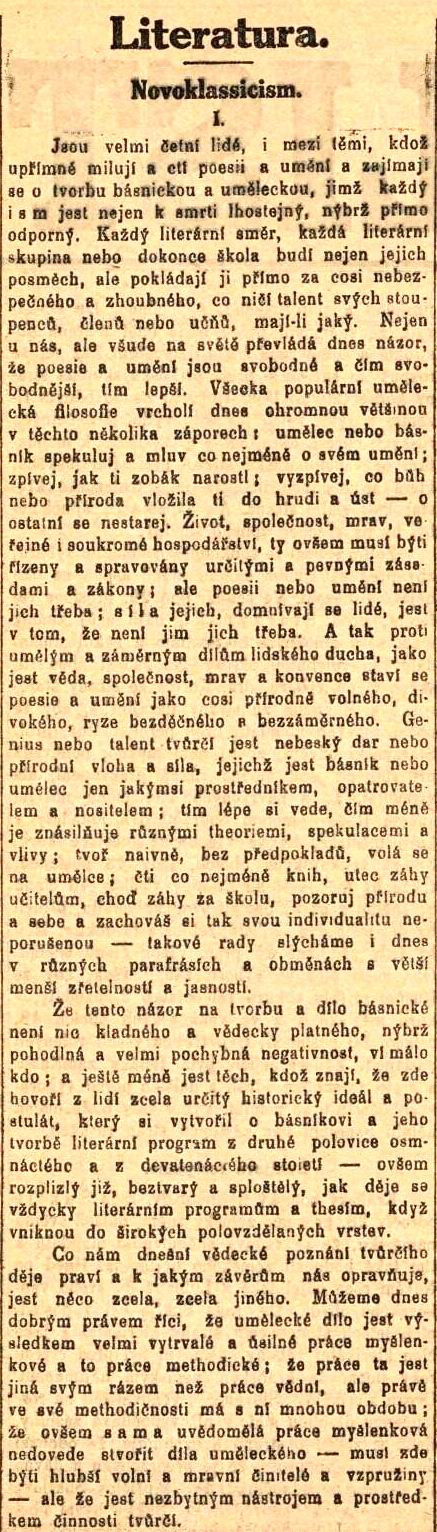
Národní listy 1912, úvod Šaldovy studie o neoklasicismu v literatuře

## Neoklasicismus v české literatuře
Pojem neoklasicismus v literatuře byl v češtině užíván už předtím, než se mu věnoval F. X. Šalda. Např. Jan Bartoš charakterisoval v roce 1911 tehdejší současnou ruskou literaturu (Valerij Brjusov, Alexander Blok, Fedor Sologub a další) jako novoklasicistní.
Novoklasicismus nepředstavoval vyhraněný literární směr; šlo spíše o snahu o oživení zdrojů klasické tradice a jejich využití při hledání nových výrazových prostředků. Jednalo se o neosobní vyprávění, jednoduché a kompozičně vyvážené. Témata byla nadčasová, autoři zdůrazňovali nadřazenost rozumu a morálních zásad. Vznikaly pochyby, zda jde o moderní směr, který chce navrátit dílům řád, či zda jde pouze o návrat k dřívějším formám.

### Neoklasicismus a F. X. Šalda
F. X. Šalda široce pojednal teoreticky o novoklasicismu ve svých článcích v Národních listech v roce 1912.

Šalda oceňoval novoklasicismus jako jediný z moderních literárních směrů, především pro jeho snahu o obnovení minulých hodnot.

### Neoklasicismus a Josef Čapek
Josef Čapek kladně hodnotil především novoklasicistické dílo německého autora Paula Ernsta a jeho novelu Vězeň. Tento druh literární tvorby byl ve středu zájmu Josefa Čapka pouze krátké období, jehož výsledkem byla povídka Živý plamen.

### Pozdější názory
Několik let po Šaldových článcích již byl novoklasicismus v literatuře považován kritikou za překonaný:
| „                                | ...lze prostě konstatovati, že novoklassicismus jako takový u nás venkoncem dohrál. Právě ti, kdož přijali jej bez výhrad jako módní barvu, opustili jeho korouhev s touž ochotou, s níž se zatím přiklonili k heslům ještě časovějším. | “ |
| — Karel Sezima, Lumír, 26.2.1915 | |   |

I Josef Čapek psal v roce 1924 o novoklasicismu již v minulém čase.

## Charakteristika neoklasicistických děl
Autoři v literatuře se svými tématy obvykle vraceli do minulosti, neusilovali ovšem o zachycení dobového koloritu, šlo o zpodobení nadčasových, základních rysů osudu člověka ve světě. Nikoliv osobní dojmy, nikoliv psychologická analýza; jejich cílem bylo sevřené neosobní vyprávění.
Typickými rysy novoklasicistických literárních děl byla tvarová kázeň, stylová jednota, přesnost a preciznost vyjádření, kompoziční vyváženost; díla nevyzdvihovala cit, ale intelekt a nadčasové jevy.
Znaky novoklasicistní tvorby:[zdroj?]
- klade důraz na intelekt
- důraz na svébytný tvar uměleckého díla
- důraz na přísně vyváženou tvorbu
- soustředění k souvislé epické linii
- spád děje
- neosobní vypravěčský styl

Žánry typické pro novoklasicismus byly povídka a novela.

## Česká novoklasistická literatura (výběr)

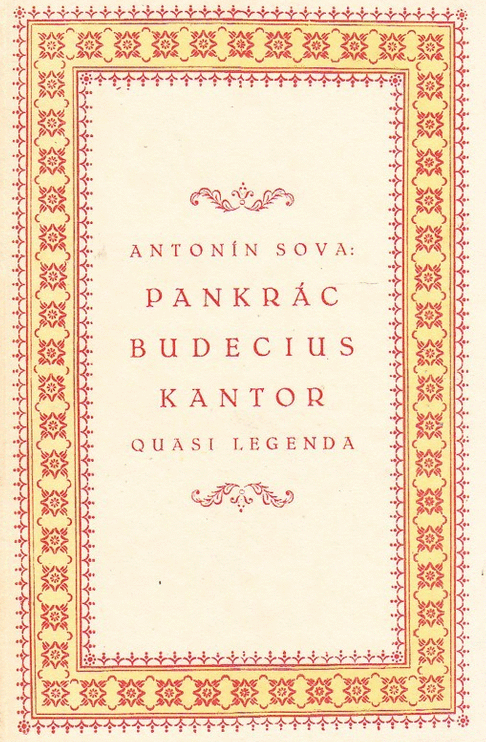
Antonín Sova: Pankrác Budecius, kantor (1916)

Jedná se o příklady děl,[zdroj?] která byla vydána zhruba od začátku 20. století do konce německé okupace (v závorce uvedeno datum prvního vydání):
- František Langer – Zlatá Venuše – (kniha prosy, Praha, Grosman a Svoboda, 1910), Snílci a Vrahové – (Praha – Král. Vinohrady, G. Voleský, 1920)[9]
- Josef Čapek – Živý plamen (V souboru bratří Čapků Zářivé hlubiny, František Borový, 1916)[10][11]
- Karel Čapek – Mezi dvěma polibky (V souboru Zářivé hlubiny, František Borový, 1916)[12]
- Antonín Sova – Pankrác Budecius, kantor (quasi legenda, Praha, Hejda a Tuček, 1916)
- Viktor Dyk – Krysař – (Praha, František Borový, 1915)
- Božena Benešová – V soumraku (časopisecky, Beseda času, 1900), Kruté mládí – (Praha, Jos. R. Vilímek, 1919), Nedobytá vítězství – (Praha, Vilímek, 1910)
- Růžena Svobodová – Černí myslivci (horské romány, Praha, Jan Laichter, 1908), Hrdinné a bezpomocné dětství (Praha, Unie, 1920)
- František Xaver Šalda – Dřevoryty staré i nové povídky, Praha, Melantrich, 1935)
- Jaroslav Hilbert – Rytíř Kura (román, Bursík a Kohout, 1910)
- František Khol – Illusionisté (povídky a krátká prosa, Praha, Pelcl, 1911),[13] Rozmary lásky (novely z renaissance, Praha, Spolek českých bibliofilů, 1915), Zrcadlo v baru (novely, Praha, František Borový, 1916)
- František Kubka – Skytský jezdec (povídky, Praha, František Borový, 1941), Pražské nokturno (Praha, František Borový, 1943), Karlštejnské vigilie (Praha, František Borový, 1944)
- František Heřmánek – U bratra celého světa (Praha, Československý Kompas, 1944)
- Jiří Mařánek – Živé návraty (povídky, Praha, Josef R. Vilímek, 1944)

## Zahraniční autoři těsně či volně spjati s novoklasicismem (příklady)
- Paul Ernst (Německo)
- Paul Valéry (Francie)
- Osip Mandelštam (Rusko)
- T. S. Eliot (Anglie)

## Současný neoklasicismus
Od konce 20. století se s pojmem neoklasicismus nakládalo volně, nikoliv ve smyslu výše uvedené tradiční interpretace. Viz v literatuře např.  nebo v hudbě pojem „neoklasický rock“..